# آدریان شیلر
آدریان شیلر (به انگلیسی: Adrian Schiller) (زاده ۲۱ فوریهٔ ۱۹۶۴) بازیگرانگلیسی است.
از فیلم‌های معروف او می‌توان به بازی در فیلم دختر دانمارکی، خطاهای نرم‌افزاری، ریچارد دوم و به سیم آخر زدن تری پرچت اشاره کرد.